# کلتش
کلتش (به چکی: Kelč) یک منطقهٔ مسکونی و شهرستان دارای شهرک سابقاً روستا در جمهوری چک است که در ناحیه وستین واقع شده‌است. کلتش ۲٬۶۰۴ نفر جمعیت دارد.